# Le Manoir magique
Pour plus de détails, voir Fiche technique et Distribution.
Le Manoir magique (The House of Magic) est un film d'animation belge-français réalisé par Ben Stassen et Jeremy Degruson, sorti en Belgique et en France le 25 décembre 2013.
C'est le quatrième film du réalisateur de Fly Me to the Moon, Le Voyage extraordinaire de Samy et de Sammy 2.

## Synopsis
Le petit chat roux Tonnerre s'est perdu. Il est loin de chez lui, il cherche un abri pour éviter l'orage. Il se retrouve dans un mystérieux manoir où vit Lorenz le magicien. Lorenz vit dans un univers magique de conte de fées avec des habitants mystérieux : animaux, automates et autres jouets aux talents incroyables. Jack le lapin et Maggie la souris ne souhaitent qu'une chose : le départ de Tonnerre. Lorsque Lorenz est hospitalisé à la suite d'un accident à cause de Jack, son neveu profite de l'occasion pour mettre en vente le manoir, mais les autres résidents ne vont pas se laisser faire, ils élaborent une stratégie pour protéger le manoir...

## Fiche technique
- Titre : Le Manoir magique
- Réalisation : Ben Stassen et Jeremy Degruson
- Scénario : Ben Stassen, James Flynn, Domonic Paris
- Musique : Ramin Djawadi
- Producteur : Ben Stassen, Gilles Waterkeyn, Nadia Khamlichi, Adrian Politowski et Caroline van Iseghem
  - Producteur délégué : Olivier Courson et Eric Dillens
  - Producteur exécutif : Vincent Philbert
- Production : nWave Pictures, Anton Capital Entertainment et uMedia
- Distribution : Studiocanal
- Pays d'origine :  Belgique  France
- Langue originale : anglais
- Durée : 85 minutes
- Dates de sortie : 25 décembre 2013

## Distribution

### Voix originales
- Henri Bungert : Tonnerre
- Bernard Alane : M. Lorenz
- Alexis Victor : Daniel
- Patrick Bethune : le chihuahua
- Patrick Poivey : Jack, le lapin
- Céline Monsarrat : Maggie, la souris
- Ethel Houbiers : Carla

### Voix anglophones
- Murray Blue : Thunder et Dylan
- Doug Stone : M. Lawrence
- Grant George : Daniel
- Joey Camen (en) : le chihuahua
- George Babbit : Jack, Carlo et Zoltar
- Shanelle Gray : Maggie
- Kathleen Browers : Carla
- Danny Mann : Dimitri

## Box-office
| Pays ou région | Box-office        | Date d'arrêt du box-office | Nombre de semaines |
| -------------- | ----------------- | -------------------------- | ------------------ |
| France         | 1 025 319 entrées | 4 mars 2014                | 10                 |

## Autour du film
- Pour créer le personnage de Lorenz, Jeremy Degruson dit s'être inspiré du comédien Pierre Richard : « Initialement, je suis parti sur Pierre Richard, je trouvais que c’était l’archétype du vieux monsieur avec ses cheveux blancs un peu fous, si c’était un film en « live » Pierre Richard pourrait jouer ce rôle-là ! »[2].